# Otto Veit (Mediziner)
Otto Veit (geb. 17. Oktober 1884 in Berlin; gest. 17. Oktober 1972 in Köln) war ein deutscher Mediziner und Anatom.

## Lebensweg
Otto Veit wurde am 17. Oktober 1884 in Berlin in eine Mediziner-Familie geboren. Sein Vater war der Gynäkologe Johann Friedrich Otto Siegfried Veit (1852–1917), sein Großvater der Geheime Sanitätsrat Otto Siegfried Veit (1822–1883).
Otto Veit besuchte von 1890 bis Juni 1896 das Wilhelm-Gymnasium in Berlin.
1896, als Otto Veit etwa zwölf Jahre alt war, erhielt sein Vater Johann Veit einen Ruf an die Universität Leiden, und die Familie zog von Berlin in die Niederlande um. Dort besuchte Otto Veit das humanistische Gymnasium und legte dort sein Abitur ab. Sechs Jahre später, 1902, zog die Familie Veit – wieder wegen einer entsprechenden Berufung des Vaters Johann Veit – nach Erlangen.
Otto Veit ging zum Studieren nach Marburg. Er strebte zunächst ein Zoologie-Studium an, erhielt jedoch von Eugen Korschelt (1858–1946) den Rat, zunächst bis zum Physikum Medizin zu studieren. Er blieb dann auch über das Physikum hinaus im medizinischen Studiengang. Von Marburg ging der Medizinstudent Otto Veit nach Erlangen, dann nach Freiburg und legte schließlich in Halle sein medizinisches Staatsexamen ab. Er promovierte 1908 bei dem Freiburger Anatom Ernst Gaupp (1865–1916) über Sympodie. Im Jahr 1909 folgte Veits Approbation als Arzt. Am 1. April 1909 rief Professor Emil Gasser (1847–1919) den jungen Assistenten als 2. Prosektor zu sich nach Marburg an das Anatomische Institut. Im Jahr 1911 habilitierte sich Veit mit einer Arbeit über den Wirbeltierkopf. Im Jahr 1914 wurde Veit zum 1. Prosektor und Abteilungsleiter am Anatomischen Institut Marburg ernannt.
Otto Veit zählt zu den Unterzeichnern der Erklärung der Hochschullehrer des Deutschen Reiches vom 16. Oktober 1914.
Im Ersten Weltkrieg meldete sich Otto Veit als Kriegsfreiwilliger zu einem Jägerbataillon. 1914/1915 war Veit stellvertretender Bataillonsarzt des 1. Reserve-Infanterie-Regiments 234, dann Oberarzt in der Reserve-Sanitäts-Kompanie 52 und von 1915 bis 1918 Oberarzt im 3. Reserve-Fußartillerie-Regiment 7. Veit wurde als Truppenarzt in den Karpaten und später im Lazarettdienst an der Westfront eingesetzt und erhielt bereits 1914 das Eiserne Kreuz 2. Klasse. Von 1918 bis 1920 war Veit in französischer Kriegsgefangenschaft.
Nach seiner Entlassung 1920 heiratete er Frieda Matha Veit, geb. Meinshausen (geb. 18. Mai 1886 in Eschwege; gest. 30. Juli 1945 in Köln). Das Ehepaar bekam vier Kinder, darunter die Theologin Marie Veit (1921–2004) und ihre Schwester Gertrud Veit (1923–1997).
Von 1920 bis 1933 war Otto Veit Mitglied der Deutschnationalen Volkspartei (DNVP). Er gehörte im Jahr 1920 der Einwohnerwehr von Halle an der Saale an.
Am 1. Mai 1925 wurde der inzwischen 41-jährige Veit auf das neugegründete Ordinariat für Anatomie in Köln mit dem Auftrag berufen, den anatomischen Unterricht für das vorklinische Medizinstudium in Gang zu bringen. Sektionsgut für den Präpariersaal konnte dadurch bereitgestellt werden, dass das Institut zusätzlich die Funktion eines Leichenschauhauses für die Stadt Köln übernahm. 1927, zwei Jahre nach seiner Berufung, wählte die medizinische Fakultät Otto Veit zu ihrem Dekan.
Veit war aktives Mitglied der im April 1934 gegründeten bekennenden Kirche.
Am 29. September 1937 wurde Veit durch die nationalsozialistischen Machthaber entlassen und zwangspensioniert, weil er ihnen nach den Nürnberger Gesetzen als „jüdischer Mischling“ galt.
In den letzten Kriegsjahren verlor die Familie Veit durch alliierte Bombenangriffe ihre Wohnung und zugleich praktisch ihre gesamte Habe. Zudem waren nun auch Otto Veits Kinder von antisemitischen Maßnahmen der Nationalsozialisten betroffen. Alle Räumlichkeiten und die Bibliothek und Sammlung des anatomischen Instituts brannten aus. Otto Veits ältester Sohn wurde zum Kriegsdienst eingezogen; er blieb vermisst. Seine Frau Frieda Veit starb bald nach Kriegsende, am 30. Juli 1945, an Typhus.
Der mittlerweile 61-jährige Veit baute das anatomische Institut wieder auf, zunächst in einigen Dachgeschoss-Räumen im pathologischen Institut und in (mit Hilfe von Studenten errichteten) Behelfsbaracken für den Unterricht. Da Veit Prorektor wurde, fiel ihm die Sorge um den Wiederaufbau des Lehrkörpers der Universität einschließlich dessen Entnazifizierung zu. Er selbst wurde 1947 in seinem Entnazifizierungsverfahren in die Kategorie V („Entlastete“) eingestuft.
Einen Ruf an die Universität München schlug Veit aus.
1957 wurde Veit emeritiert, war aber noch fast zehn weitere Jahre lang beinah täglich in „seinem“ anatomischen Institut zu Gast. Seit 1971 ein Neubau für das anatomische Institut eröffnet wurde, wurden Veits Besuche dort seltener. Ab dem Winter 1971/72 musste Veit seine Besuche ganz einstellen, da seine Augen immer schlechter wurden. In seinem letzten Lebensjahr erblindete er fast vollständig und wurde von seiner ältesten Tochter gepflegt.
Otto Veit starb an seinem 88. Geburtstag am 17. Oktober 1972 in Köln. Die Familiengrabstätte befindet sich auf dem Kölner Melaten-Friedhof.

## Ehrungen
- Eisernes Kreuz II. Klasse (1914)
- Langemarck-Kreuz (1933)
- Ehrenkreuz für Frontkämpfer (1935)
- Großes Bundesverdienstkreuz der Bundesrepublik Deutschland (1964)

## Publikationen (Auswahl)
- Über einige Besonderheiten am Primordialcranium von Lepidosteus osseus. Anat. Hefte 33: 157-203 (1907).
- Über Sympodie: Inauguraldissertation, Anat. Hefte 38: 65-99 (1908).
- Über das Vorkommen von Vornierenrudimenten und ihre Beziehungen zur Urniere beim Menschen. Sonderabdruck aus den Sitzungsberichten zur Beförderung der gesamten Naturwissenschaften zu Marburg, Nr. 7, November 1909.
- Beiträge zur Kenntnis des Kopfes der Wirbeltiere I: Habilitationsschrift. Anat. Hefte 44: 5-133 (1911).
- Die Lehre von der Spezifität der Keimblätter bei den Wirbeltieren. Naturw. Rdsch., Braunschw. (1912).
- Zur Theorie des Wirbeltierkopfes. Anat. Anz. 40: 368-376 (1916).
- Kopfganglienleisten bei einem menschlichen Embryo von 8 Somitenpaaren. Anat. Hefte 56: 305-320 (1918).
- Studien zur Theorie der vergleichenden Anatomie. Arch. Entw.Mech. Org. 47: 76-94 (1920)
- Über einen menschlichen Embryo aus dem Anfang der 4. Woche. Marburger Sitzungsberichte, 1920.
- Mit Esch, P.: Untersuchung eines in situ fixierten, operativ gewonnenen menschlichen Eies der vierten Woche. Z. Anat. Entw.Gesch. 63: 343-414 (1922).
- Alte Probleme und neuere Arbeiten auf dem Gebiet der Primitiventwicklung der Fische. Ergebn. Anat. Entw.Gesch. 24: 414-490 (1922).
- Die Entwicklung der Körperform des Menschen bis zur Geburt; in: Lebenskunde, vol. 4 (Seemann, Leipzig 1923).
- Über Blastodermwucherungen und die sog. Amnionbildung bei Pristiuruskeimscheiben. Anat. Anz. 56: 266-271 (1923).
- Entwicklungsgeschichte und vergleichende Anatomie in ihren Wechselbeziehungen zueinander, erörtert an dem Problem des Wirbeltierkopfes. Anat. Anz. 58: 374-393 (1924).
- Beiträge zur Kenntnis des Kopfes der Wirbeltiere. II. Morph. Jb. 53: 319-390 (1924).
- Bemerkungen zu der Arbeit »Die Bildung der Fötalanhänge und der Placenta bei den Amnioten« von Dr. Dan. de Lange jr. Anal. Anz. 59: 138 139 (1925).
- Zur Theorie der Entstehung der Nervenbahnen. Ein Versuch. Anat. Anz. 62: 373-378 (1926/27).
- Neuere Auffassungen zur Theorie der Entwicklungsgeschichte (Spemannsche Versuche). Naturwissenschaften 15: 134 (1927).
- Grundsätzliches zum Bau des Nervensystems der Wirbeltiere; in Festschrift Korschelt. Z.wiss.Zool. 132: 187-199 (1928).
- Gedanken zur Reform des Studiums der Medizin. Münch.med.Wschr. 1930: 453.
- Das Problem der Entstehung des squamoso-dentalen Kiefergelenkes der Säugetiere. Paradentium 2: 1-30 (1930).
- Beiträge zur Kenntnis des Kopfes der Wirbeltiere. III. Beobachtungen zur Entwicklung des Kopfes von Petromyzon planeri. Morph. Jb. 84: 86-107 (1939).
- Vorschläge zu einer Reform des Studiums der Medizin. Kölner Universitäts-Zeitung, Heft 3, pp. 25-26, 18. Juli 1946.
- Über die Regioneneinteilung der Wirbelsäule des Menschen. Dt. med. Rdsch. /: 337-340 (1947).
- Über das Problem Wirbeltierkopf (Thomas, Kempen-Niederrhein 1947).
- Lebensvorgänge und Naturwissenschaft. Almanach (Thomas, Kempen-Niederrhein 1949).
- Einiges über Bau und Genese des Menschenschädels. Dt. med. Rdsch. 3 : 399-403 (1949).
- Vergleichende Anatomie und Vererbungslehre. Kölner Universitätsreden, gehalten am 5. Juni 1946. (Scherpe, Krefeld 1950).
- Studien zur Theorie der vergleichenden Anatomie. II. Die Vererbung erworbener Eigenschaften. Morph.Jb. 90: 148-156 (1950).
- Eröffnungsansprache der Anatomischen Gesellschaft in Kiel. Verh.anat.Ges. 48. Vers., Kiel 1950. ErgH. Anal. Anz. 97: 3-5 (1951).
- Vor neuen Aufgaben bei der Anatomischen Untersuchung des Nervensystems. Gazeta med.port. 7: 231-233 (1954).
- Über eine chordaähnliche Umbildung des Darmdaches vor der Praechordalplatte bei Rana fusca. Morph. Jb. 99: 257-261 (1958).
- Ossa parietalia superiora multipartita bei einem Schimpansen. Z. Morph. Anthrop. 51: 54-56 (1960).
- Die Entwicklung des knöchernen Schädels unter besonderer Berücksichtigung der höheren Wirbeltiere; in Neuroradiotogische Diagnostic und Symptomatik der Hirnentwicklung im Kindesalter. Symp. Berlin 1960, pp. II 29 (VEB Verlag Volk und Gesundheit, Berlin 1963).
- Beiträge zur Kenntnis des Kopfes der Wirbeltiere. IV. Beobachtungen über eine Chorda rostralis bei Hypogeophis. Morph. Jb. 107: 11-41 (1965).
- Reform des Medizinstudiums. Dt. Ärztebl. 63: 2503-2504 (1966)